# Epicrates assisi
Epicrates assisi là một loài rắn trong họ Boidae. Loài này được Machado mô tả khoa học đầu tiên năm 1945.